# Бижу, Питер
Пи́тер Би́жу (англ. Peter Biziou; род. 8 августа 1944, Уэльс) — британский кинооператор, лауреат премий «Оскар» и BAFTA за фильм «Миссисипи в огне». Сын Леона Бижу.

## Биография
Питер Бижу — сын оператора спецэффектов и кинематографиста Леона Бижу, наиболее известного по съемкам фильма Лис в 1980 году. Он начал свою карьеру в середине 1960-х годов, работая над короткометражными фильмами Нормана Дж. Уоррена и Роберта Фримена. В 1973 году он начал свое сотрудничество с режиссёром Аланом Паркером. Они сняли два короткометражных фильма «Шаги» и «Наша Цисси» в 1974 году, а в 1976 году Бижу получил возможность работать над полнометражным фильмом Паркера «Багси Мэлоун». Среди следующих работ Бижу — «Житие Брайана по Монти Пайтону», «Бандиты времени» и «Пинк Флойд — стена».
Он также сотрудничает с режиссёрами Эдрианом Лайном (два фильма, включая 9 1/2 недель 1986 года с Ким Бейсингер и Микки Рурк), Джимом Шериданом (Во имя отца в 1994 году с Дэниелом Дэй-Льюисом и Питом Постлетуэйтом) и другими.
В 1989 году его операторская работа в фильме Алана Паркера «Миссисипи в огне» удостоилась «Оскара» и премии BAFTA. Он получил ещё одну номинацию на премию BAFTA за фильм Питера Уира «Шоу Трумана».

## Фильмография
- 1965 — Fragment
- 1969 — L'Échelle blanche
- 1974 — Our Cissy
- 1974 — Footsteps
- 1976 — Short Ends
- 1976 — Багси Мэлоун / Bugsy Malone
- 1979 — Житие Брайана по Монти Пайтону / Monty Python’s Life of Brian
- 1981 — Бандиты времени / Time Bandits
- 1982 — Пинк Флойд: Стена / Pink Floyd: The Wall
- 1984 — Другая страна / Another Country
- 1986 — Девять с половиной недель / Nine 1/2 Weeks
- 1988 — Разделённый мир / A World Apart
- 1988 — Миссисипи в огне / Mississippi Burning
- 1990 — Розенкранц и Гильденстерн мертвы / Rosencrantz & Guildenstern Are Dead
- 1992 — Город удовольствий / City of Joy
- 1992 — Ущерб / Damage
- 1993 — Во имя отца / In the Name of the Father
- 1994 — Дорога на Веллвилл / The Road to Wellville
- 1995 — Ричард III / Richard III
- 1998 — Шоу Трумана / The Truman Show
- 2002 — Неверная / Unfaithful
- 2004 — Дамы в лиловом / Ladies in Lavende
- 2005 — Цена измены / Derailed

## Награды
- 1984 — Приз за художественный вклад Каннского кинофестиваля (фильм «Другая страна»)
- 1989 — «Оскар» за лучшую работу оператора (фильм «Миссисипи в огне»)
- 1990 — приз Британской академии за лучшую работу оператора (фильм «Миссисипи в огне»)